# Micaria
Micaria (лат.) — род пауков из семейства гнафозиды (Gnaphosidae).

## Распространение
Встречаются повсеместно (Евразия, Австралия, Африка, Северная Америка), кроме Южной Америки.
Род включает более 100 видов с преимущественно голарктическим распространением: палеарктика (13 в Сибири) и неарктика (43 вида от Аляски до Мексики). В Африке около 20 видов, в Крыму — 6, в Европе — 18

## Описание
Мелкие наземные пауки, длина тела от 1,85 до 6,5 мм. Цвет карапакса  варьируется от светло-золотистого до очень темного коричневого или черного. Род Micaria можно отличить по следующим признакам: их передние латеральные паутинные бородавки (спиннеры ALS) короче, чем у других гнафозид; они имеют радужную окраску благодаря уникальной структуре сквамозных волосков; спиготы пириформных желез малы и практически невидимы в убранном состоянии. Мирмекоморфных пауков можно также отличить по муравьеподобному облику: тонкие ноги и иногда суженное брюшко, наиболее заметное у самцов. Карапакс и брюшко украшены сплюснутыми волосками, иногда сикатными волосками, а ноги - перьевыми волосками, акулитовыми и ланцетовидными волосками. Лапки псевдосегментированы, с двумя или четырьмя рядами скопулятивных волосков вентрально.
Их ассоциация «паук-муравей» относится к типу мирмекоморфии (мимикрия Бейтса): внешний вид муравьёв — это стратегия уменьшения атак со стороны охотящихся на них хищников, но сами мимики, вероятно, не охотятся на муравьёв.
У вида Micaria formicaria (Sundevall, 1831) число диплоидных хромосом было определено как 2n = 22. Все хромосомы, включая половые, относятся к телоцентрическому типу; система половых хромосом была определена как X1X20. В фазе мейоза I наблюдались 10 аутосомных бивалентных и две гетеропикнотические половые хромосомы с хотя бы одной точкой хиазмы. В фазах мейоза II половые хромосомы проявляли изопикнотический признак.

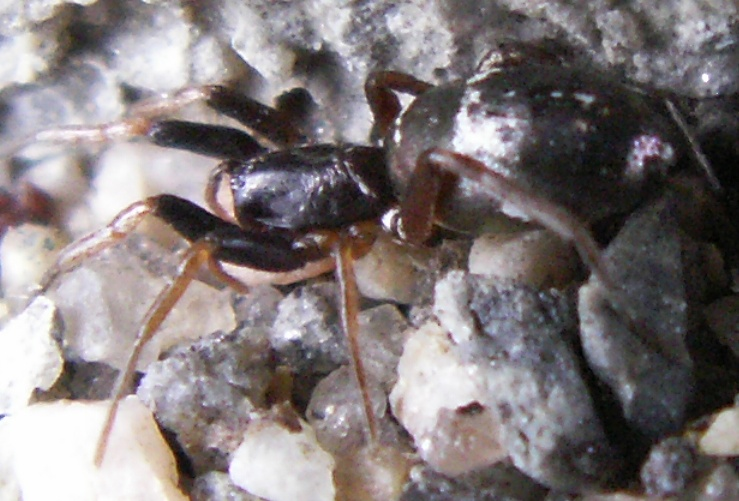
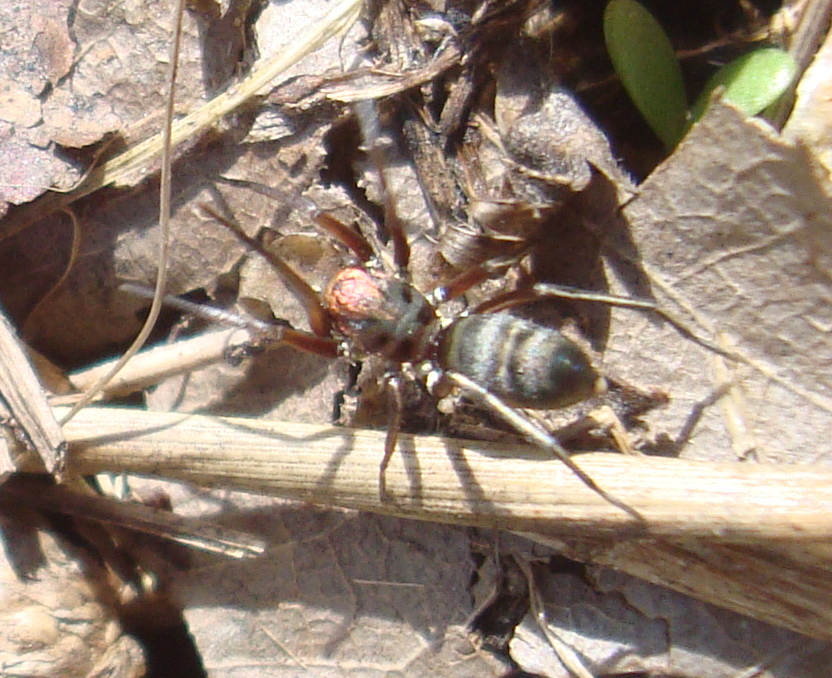
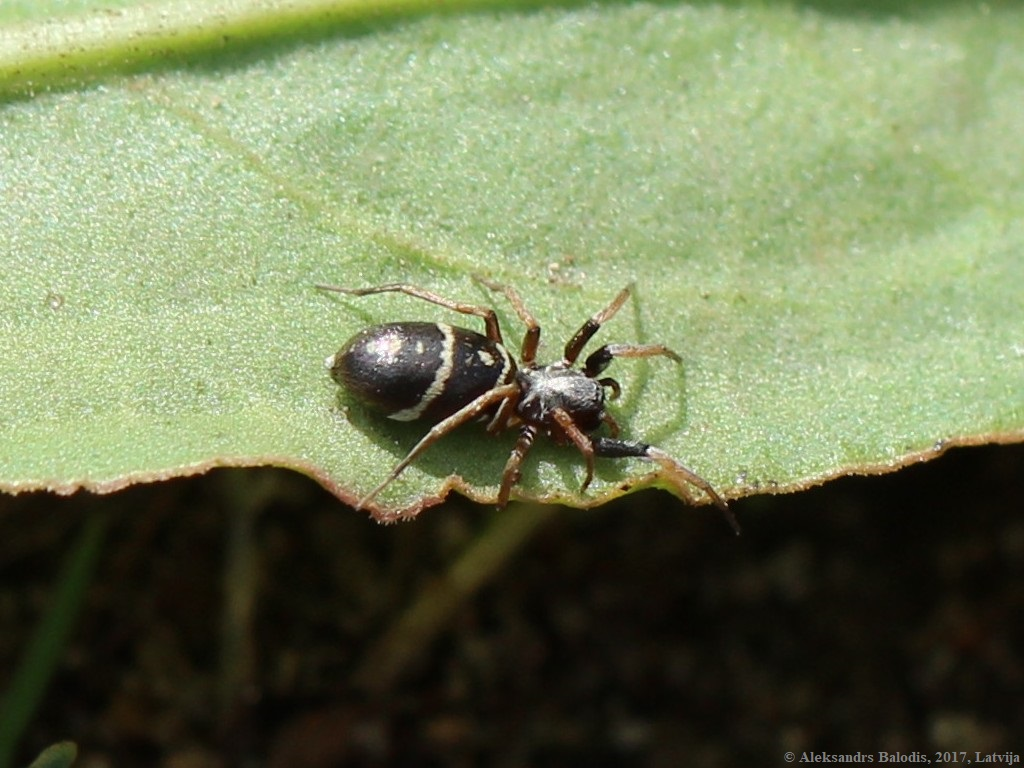

## Классификация
Более 100 видов.
- Micaria aborigenica Mikhailov, 1988
- Micaria aciculata Simon, 1895
- Micaria aenea Thorell, 1871
- Micaria albofasciata Hu, 2001
- Micaria albovittata (Lucas, 1846)
- Micaria alpina L. Koch, 1872
- Micaria beaufortia (Tucker, 1923)
- Micaria belezma Bosmans, 2000
- Micaria blicki Kovblyuk & Nadolny, 2008
- Micaria bonneti Schenkel, 1963
- Micaria bosmansi Kovblyuk & Nadolny, 2008
- Micaria braendegaardi Denis, 1958
- Micaria brignolii (Bosmans & Blick, 2000)
- Micaria browni Barnes, 1953
- Micaria camargo Platnick & Shadab, 1988[11]
- Micaria capistrano Platnick & Shadab, 1988
- Micaria charitonovi Mikhailov & Ponomarev, 2008
- Micaria chrysis (Simon, 1910)
- Micaria cimarron Platnick & Shadab, 1988
- Micaria coarctata (Lucas, 1846)
- Micaria coloradensis Banks, 1896
- Micaria connexa O. P.-Cambridge, 1885
- Micaria constricta Emerton, 1894
- Micaria corvina Simon, 1878
- Micaria croesia L. Koch, 1873
- Micaria cyrnea Brignoli, 1983
- Micaria delicatula Bryant, 1941
- Micaria deserticola Gertsch, 1933
- Micaria dives (Lucas, 1846)
  - =Micaria dives concolor (Caporiacco, 1935)
- Micaria donensis Ponomarev & Tsvetkov, 2006
- Micaria elizabethae Gertsch, 1942
- Micaria emertoni Gertsch, 1935
- Micaria faltana Bhattacharya, 1935
- Micaria formicaria (Sundevall, 1831)
- Micaria foxi Gertsch, 1933
- Micaria fulgens (Walckenaer, 1802)
  - =Micaria logunovi  Zhang, Song & Zhu, 2001
- Micaria funerea Simon, 1878
- Micaria galilaea Levy, 2009
- Micaria gertschi Barrows & Ivie, 1942
- Micaria gomerae Strand, 1911
- Micaria gosiuta Gertsch, 1942
- Micaria gulliae Tuneva & Esyunin, 2003
- Micaria guttigera Simon, 1878
- Micaria guttulata (C. L. Koch, 1839)
- Micaria icenoglei Platnick & Shadab, 1988[11]
- Micaria idana Platnick & Shadab, 1988
- Micaria ignea (O. P.-Cambridge, 1872)
- Micaria imperiosa Gertsch, 1935
- Micaria inornata L. Koch, 1873
- Micaria japonica Hayashi, 1985
- Micaria jeanae Gertsch, 1942
- Micaria jinlin Song, Zhu & Zhang, 2004
- Micaria koeni (Bosmans, 2000)
- Micaria kopetdaghensis Mikhailov, 1986
- Micaria langtry Platnick & Shadab, 1988[11]
- Micaria lassena Platnick & Shadab, 1988
- Micaria laticeps Emerton, 1909
- Micaria lenzi Bösenberg, 1899
- Micaria lindbergi Roewer, 1962
- Micaria longipes Emerton, 1890
- Micaria longispina Emerton, 1911
- Micaria marusiki Zhang, Song & Zhu, 2001
- Micaria medica Platnick & Shadab, 1988
- Micaria mexicana Platnick & Shadab, 1988
- Micaria mongunica Danilov, 1997[17]
- Micaria mormon Gertsch, 1935
- Micaria nanella Gertsch, 1935
- Micaria nivosa L. Koch, 1866[18]
- Micaria nye Platnick & Shadab, 1988
- Micaria otero Platnick & Shadab, 1988[11]
- Micaria pallens Denis, 1958
- Micaria pallida O. P.-Cambridge, 1885
- Micaria palliditarsa Banks, 1896
- Micaria pallipes (Lucas, 1846)
- Micaria palma Platnick & Shadab, 1988
- Micaria palmgreni Wunderlich, 1979
- Micaria paralbofasciata Song, Zhu & Zhang, 2004
- Micaria pasadena Platnick & Shadab, 1988
- Micaria porta Platnick & Shadab, 1988
- Micaria pulcherrima Caporiacco, 1935
  - =Micaria pulcherrima flava Caporiacco, 1935
- Micaria pulicaria (Sundevall, 1831)
- Micaria punctata Banks, 1896
- Micaria riggsi Gertsch, 1942
- Micaria rossica Thorell, 1875
  - =Micaria alxa  Tang, Urita, Song & Zhao, 1997[19]
  - =Micaria yushuensis  Hu, 2001
- Micaria seminola Gertsch, 1942
- Micaria seymuria Tuneva, 2005
- Micaria silesiaca L. Koch, 1875
- Micaria siniloana Barrion & Litsinger, 1995
- Micaria sociabilis Kulczyński, 1897
- Micaria subopaca Westring, 1861
- Micaria tarabaevi Mikhailov, 1988
- Micaria tersissima Simon, 1910
- Micaria triangulosa Gertsch, 1935
- Micaria triguttata Simon, 1884
- Micaria tripunctata Holm, 1978[20]
- Micaria tuvensis Danilov, 1993
- Micaria utahna Gertsch, 1933
- Micaria vinnula Gertsch & Davis, 1936
- Micaria violens Oliger, 1983[21]
- Micaria xiningensis Hu, 2001
- Micaria yeniseica Marusik & Koponen, 2002

### Дополнение
- Африка (2021)[6]: M. basaliducta, M. bimaculata, M. bispicula, M. durbana, M. felix, M. gagnoa, M. koingnaas, M. lata, M. laxa, M. mediospina, M. parvotibialis, M. plana, M. quadrata, M. quinquemaculosa, M. rivonosy, M. sanipass, M. scutellata.
- Китай (2025)[22]: M. ciri, M. everest, M. ganzi, M. geralt, M. xinglongi, M. xizang, M. ya, M. yeti и M. yunshani.